# Santa María de la Isla
Santa María de la Isla – gmina w Hiszpanii, w prowincji León, w Kastylii i León, o powierzchni 12,75 km². W 2011 roku gmina liczyła 569 mieszkańców.